# Frente de la Estepa
El Frente de la Estepa (en ruso: Степной фронт), posteriormente renombrado como el Segundo Frente Ucraniano (en ruso: 2-й Украинский фронт), fue un frente del Ejército Rojo durante la Segunda Guerra Mundial.

## Historial de operaciones
El 9 de julio de 1943, la Stavka designó un nuevo Frente de Reserva en la región de Vorónezh, que estuvo vigente desde el 30 de abril. Consistía en el componente de comando del 2º Ejército de Reserva (aumentado por varios oficiales y oficiales de suboficiales), el 27.º, 52.º, 53.º, 46.º, 47.º, 4.º Tanques de la Guardia, 5.º Ejército del Aire y ocho cuerpos móviles (Tanque, Tanque de la Guardia, y Motorizado). La mayoría de estos ejércitos fueron reasignados desde el frente Noroeste, el Frente del Cáucaso Norte o de la Reserva del Alto Mando Supremo (reserva Stavka o RVGK). El 13 de abril de 1943, el frente pasó a llamarse Distrito Militar de la Estepa y entró en vigor el 15 de abril.
El Distrito Militar de la Estepa fue redesignado a Frente de la Estepa el 9 de julio de 1943. Incorporó fuerzas desde las zonas traseras soviéticas de la bolsa al oeste de Kursk a lo largo de la línea Tula-Yelets-Stari Oskol-Rossosh (Тула-Елец-Старый Оскол-Россошь). Incluía unidades sacadas de las batallas de Stalingrado y Leningrado, entre otros. Bajo el mando del coronel general Iván Konév, de julio a octubre de 1943, participó en la batalla de Kursk.
El 20 de octubre de 1943, el Frente de la Estepa se disolvió y sus unidades de combate, logísticas y de mando fueron asignadas al nuevo Segundo Frente Ucraniano.